# Kiron (Iowa)
Kiron est une ville du comté de Crawford, en Iowa, aux États-Unis. Elle est incorporée le 22 juin 1900. 